# Varoddbrua
Varoddbrua (Varoddbroen) er et broanlæg i Kristiansand i Norge på E18, der fører over Topdalsfjorden. Anlægget består af to broer.
Gamle Varoddbrua, der fører E18 i østgående retning, er den ældste og er en hængebro, der blev påbegyndt i 1953 og stod færdig i 1956. Den var da Nordeuropas længste hængebro og forkortede vejstrækningen med 17 km.
Den skulle stå i 100 år, men har i de sidste tiår haft et omfattende vedligeholdsproblem. 2. juni 2020 måtte man sige farvel til hængebroen, der rives stykvis i løbet af fem måneder.
Nye Varoddbrua, der fører E18 i vestgående retning, er en cantileverbro bygget i 1994.

## Gamle og nye Varoddbrua
| Bro              | Længde totalt | Antal spænd | Største spænd | Sejladshøjde |
| ---------------- | ------------- | ----------- | ------------- | ------------ |
| Gamle Varoddbrua | 618 meter     | 8           | 337 meter     | 32 meter     |
| Nye Varoddbrua   | 663 meter     | 4           | 260 meter     | 32 meter     |